# قشلاق گازلوحاجی‌یونس (کلیبر)
قشلاق گازلوحاجی‌یونس یکی از روستاهای استان آذربایجان شرقی است که در دهستان قشلاق بخش آبش‌احمد شهرستان کلیبر واقع شده‌است. شغل اهالی قشلاق گازلو دامداری می باشد 
کشاورزی در این قشلاق بصورت دیم می باشد 
. قشلاق گازلو 210نفر جمعیت دارد که در اواخر اردبیهشت ماه با توجه گرمسیر بودن مناطق قشلاقی به مناطق ییلاقی ارتفاعات کوههای ورزقان کوچ میکنند و زندگی چادرنشینی را آغاز میکنند 
مردمانی سخت کوش که برای امرار معاش خود سختی های فراوانی به جان می خرند
اصولا نوشتن از عشایر شاید لذت بخش باشد ولی همیشه باید کنار واژه عشایر باید کلمه  سختی را گذاشت
زندگی عشایر در چند سال اخیر با مشکلاتی زیادی مواجه شده است. 
سرمایه ای که داشتن تقریبا نصف شده است.
خشکسالی های متوالی و عدم حمایت باعث تا نصف اهالی این قشلاق دام های خود رو به زیر قیمت  بفروشند.
زندگی در قشلاق گازلو همیشه جریان داشته.. چیزی که من بعنوان یکی از اهالی همیشگی آن قشلاق بهش افتخار کرده ام این است که همواره آن سختی ها مرا انسانی سخت کوش و خستگی ناپذیر به باور آورده است.
حاج یونس کیست که قشلاق بنام اون شخص هست